# Frantzen
Frantzen was een Zuid-Nederlandse adellijke familie.

## Geschiedenis
In 1756 verleende keizerin Maria Theresia erfelijke adel aan Charles-Leonard Frantzen, licentiaat in de rechten en inwoner van Leuven. Hij behoorde tot het Brusselse geslacht Sweerts. Hij was getrouwd met Marie-Catherine Persoons. Ze hadden drie zoons die in 1823, onder het Verenigd Koninkrijk der Nederlanden, in de erfelijke adel werden erkend.

## Lambert Frantzen
- Lambert Henri François Frantzen (Leuven, 5 december 1769 - Korbeek-Lo, 13 december 1849), inspecteur van bruggen en waterwegen in Limburg, werd in 1823, onder het Verenigd Koninkrijk der Nederlanden, erkend in de erfelijke adel. Hij trouwde in 1795 met Nathalie Van der Mersch (Dadizele, 1778 - Korbeek-Lo, 1841), dochter van de generaal van de patriotten Jan Andries vander Mersch en van Emerence O'Titelin. Ze kregen tien kinderen.
  - Marie-Adèle Frantzen (1797-1852) trouwde met baron Frédéric de Reiffenberg (1795-1850), conservator van de Koninklijke Bibliotheek en lid van de Koninklijke Academie van België.
  - Ennemond Frantzen (1804-1874), bediende bij de Belgische spoorwegen, trouwde met Marie-Louise Nypels (1826-1885), dochter van luitenant-generaal Lambert Nypels.
    - Emile Frantzen (1846-1898), majoor in de Belgische cavalerie, trouwde met barones Hélène de Negri (1847-1908), dochter van baron Gustave de Negri, schepen in Oostkamp, en van Marie-Hélène Veranneman de Watervliet.
      - Georges Frantzen (1882-1953) trouwde met Madeleine de Serret (1878-1954), dochter van Henri de Serret en van Hortense Veranneman de Watervliet. Hij was de laatste mannelijke afstammeling Frantzen.

## François Frantzen
François Charles Joseph Frantzen (Leuven, 29 april 1771 - Tongeren, 9 juni 1830) werd in 1823 in de erfelijke adel erkend. Hij werd ontvanger van registratie en domeinen in Tongeren en bleef ongehuwd.

## Jean Frantzen
Jean Hubert Charles Frantzen (Leuven, 31 januari 1775 - Walem, 30 augustus 1839) trouwde in 1816 met Jeanne de T'Serclaes (1783-1856). Het huwelijk bleef kinderloos. Hij werd eveneens in 1823 in de erfelijke adel erkend.